# Canal (geografie)

Canalul Dunăre-Marea Neagră

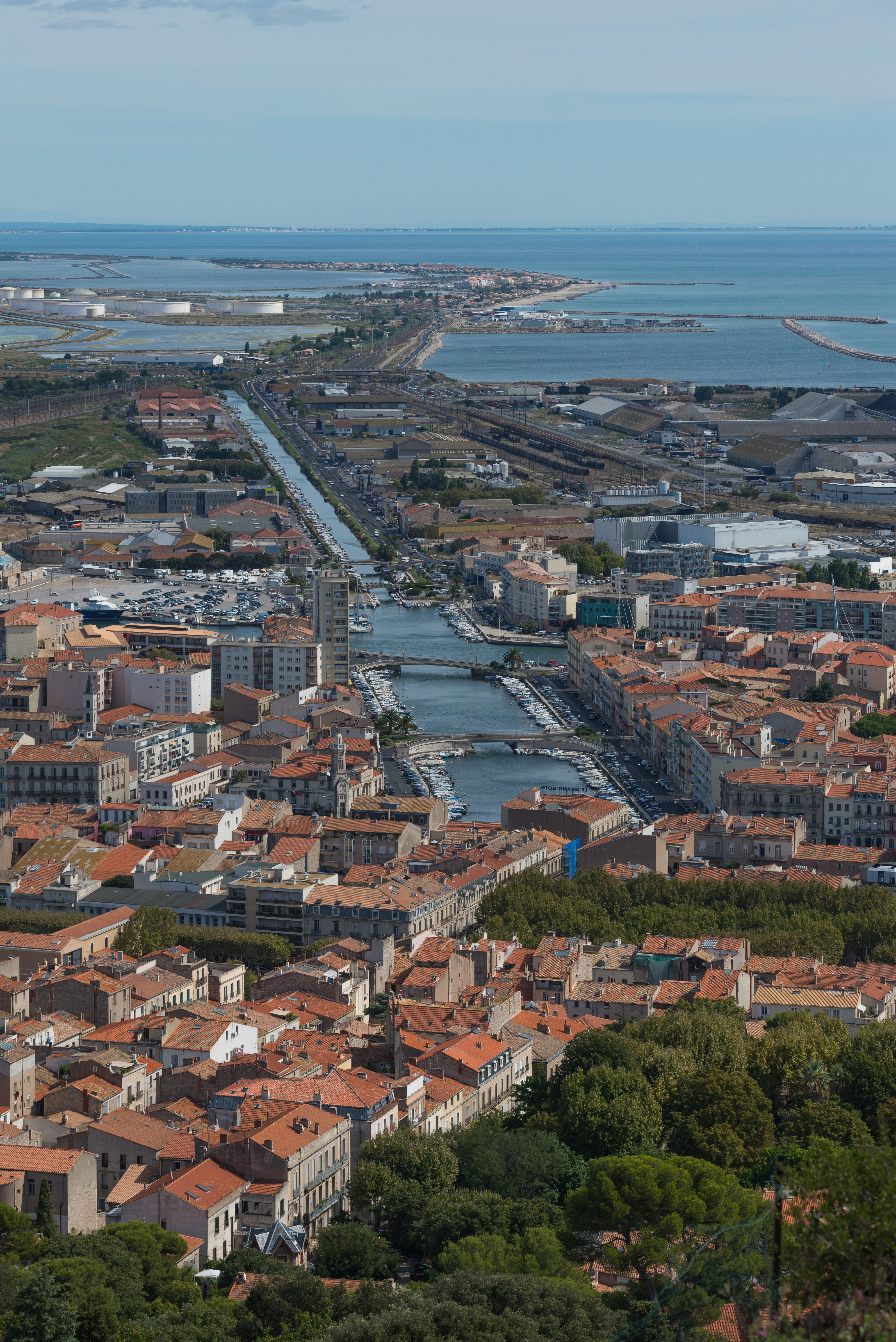

Canal se numește o cale maritimă artificială, rezultată din săparea unei albii printr-un istm, care asigură comunicația între două oceane sau mări, scurtând un drum de navigație.
Canalul poate exista și în interiorul continentului între două râuri, asigurând o comunicație indirectă între două mări (canalul Volga-Don). 
Deplasarea navelor printr-un canal se execută normal (Canalul Suez, Canalul Corint) sau prin ecluzare (Canalul Panama, Canalul Volga-Don, Canalul Dunăre-Marea Neagră, Canalul Bega), când între extremități există o diferență de nivel. 
În funcție de importanța lor, în ceea ce privește navigația pe mare, canalele pot fi: 
- naționale, când se găsesc în întregime pe teritoriul unui stat și în afara căilor maritime internaționale;
- internaționale, cînd, deși se găsesc pe teritoriul unuia sau mai multor state constituie verigi importante în sistemul căilor maritime mondiale. Aceste din urmă canale au un regim juridic special, care asigură libertatea navigației și pentru navele statelor neriverane.

Fiecare canal are un regulament special de exploatare.

## Canale navigabile în România
Canale navigabile folosite în prezent în România sunt: Canalul Dunăre-Marea Neagră cu derivația Poarta Albă- Midia Năvodari. Canale navigabile sau râuri folosite pentru navigație, aflate în prezent în stare de conservare sau neterminate sunt: Canalul Dunăre - București, Râul Olt( între Dunăre și Slatina),canalul Siret- Buzău, canalul Bega.